# 蹲
蹲又稱蹲下、下蹲、蹲姿，是一种人體姿勢，此時身体的重量在脚上，同時膝盖和臀部處於彎曲狀態。人們在下蹲時可以完全下蹲或者部分下蹲，或者单腿下蹲，而另一腿跪下。相較於蹲姿，坐姿需要将身体的部分重量放在臀部上並且整個人還要靠在地面或水平物体上。

## 圖庫

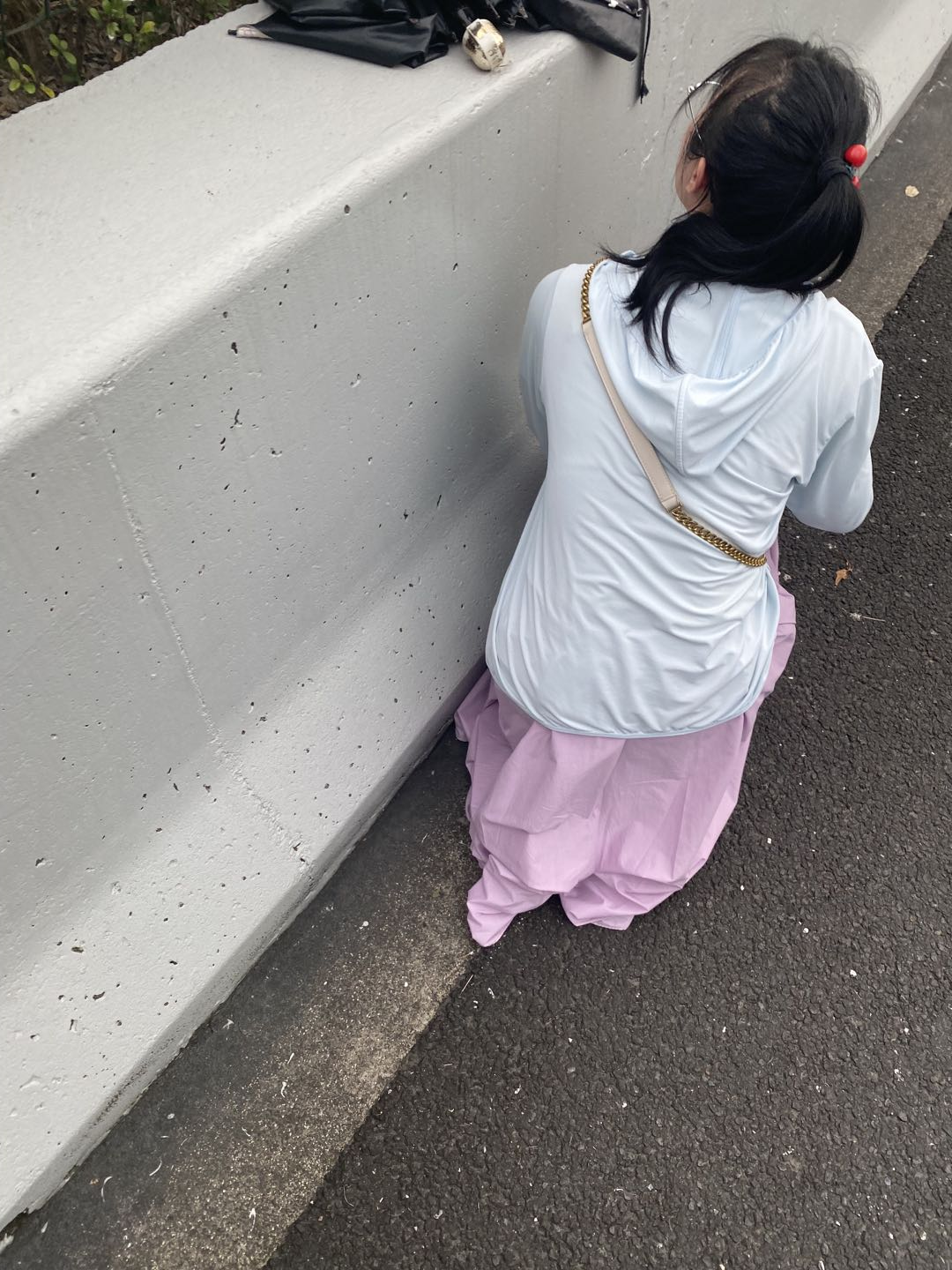
一位安徽女子正在蹲著繫鞋帶
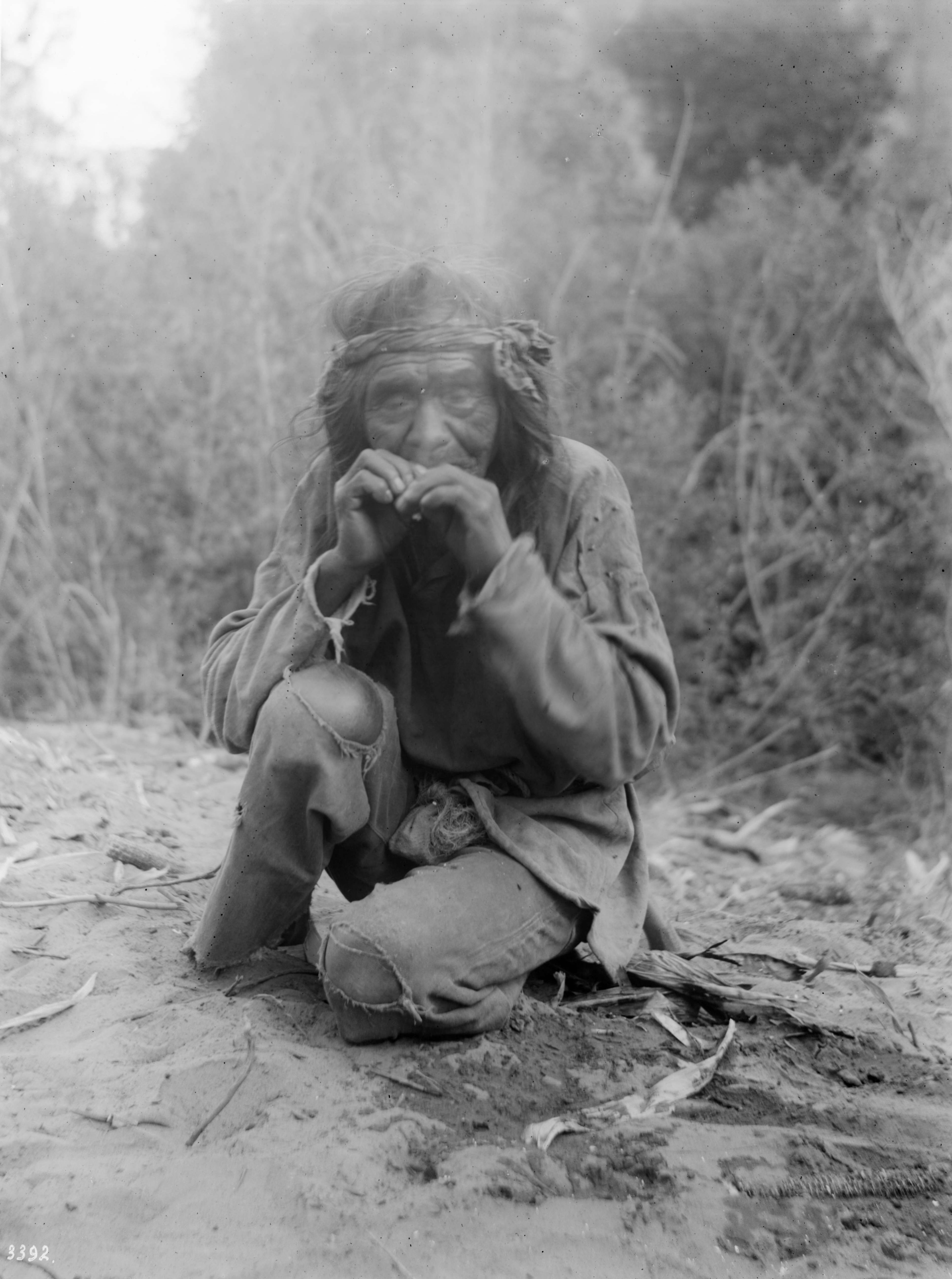
一个半蹲半跪的美國印第安人
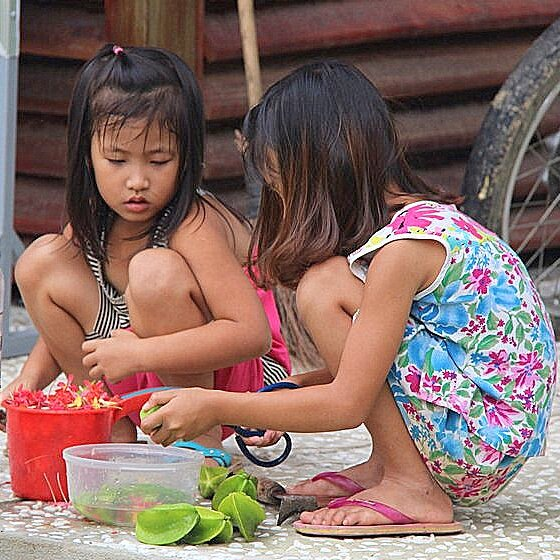
蹲着的越南女孩